# ولفگانگ فان کمپلن
ولفگانگ فان کمپلن (مجاری: Kempelen Farkas؛ ۲۳ ژانویه ۱۷۳۴ – ۲۶ مارس ۱۸۰۴) نویسندهٔ اسلواک و مخترع شطرنج‌باز ترک بود.